# Salar de Jama
El salar de Jama es un salar ubicado en la frontera internacional entre la Región de Antofagasta y la Provincia de Jujuy. Es una cuencas endorreica y altiplánicas, una de las más extensas desarrolladas entre Chile y Argentina. 

## Ubicación
El salar está ubicado sobre la línea recta que define el límite internacional de norte a sur en la Puna de Atacama.
Luis Risopatrón describe algunos de sus cuerpos de agua de la siguiente manera:
Guachalachte (Quebrada de). Es de corta extensión, corre hacia el E; en su parte inferior, a la orilla de su márjen S, a 4272 m de altitud, se erigió una piramide divisoria con la Arjentina, el 24 de diciembre de 1904.: 365 
Mucar (Salar de). Es de poca estensión i se encuentra hácia el E del salar de Quisquiro; en su marjén S se erijió una pirámide divisoria con la Arjentina en 1905, a la altitud de 4170 m. (a veces llamada laguna): 572 

## Hidrología
La cuenca drena de oeste a este en Chile y forma las lagunas Guachalajte, de Mucar y de Pampa Cien (o Ciénaga) en los bajos que están casi alineadas a la frontera en toda su extensión longitudinal.
En Argentina el patrón de flujos se orienta en su mayoría de norte a sur. El salar tiene la laguna de mayor superficie de la cuenca. También se encuentran otras lagunas menores al sureste del salar de Jama, alimentadas por afluentes que provienen principalmente del lado argentino. El límite sur de la cuenca en el lado argentino, que cierra los escurrimientos en este país en la forma de punto de salida de la cuenca trazada, es la Laguna Ana.: 8 